# Estadio municipal Los Cuartos
El estadio municipal Los Cuartos, o simplemente Los Cuartos, es un estadio de fútbol ubicado en el municipio de La Orotava (Santa Cruz de Tenerife) España. En él disputa sus encuentros como local la Unión Deportiva Orotava. Tiene una capacidad para 6500 espectadores.

## Historia
El estadio municipal Los Cuartos se inauguró en 1953, dejando así de jugar la UD Orotava en el campo de Quiquirá. En principio era un campo de tierra, plantándose el césped el 27 de abril de 1971 e inaugurándose el 11 de agosto de ese año con un partido que enfrentó a la Unión Deportiva Orotava y al Real Club Deportivo de La Coruña en la primera edición del Trofeo Teide, siendo presidente del Club Don Buenaventura Machado Melian. La final de este trofeo, el torneo estival más prestigioso de Canarias, se disputa cada verano en este estadio.
La U.D. Orotava, equipo que utiliza el estadio desde su construcción ha propuesto en asamblea de socios celebrada el 7 de julio de 2022, que el estadio pase a denominarse Estadio Los Cuartos Buenaventura Machado Melian, con la clara intención de que sea un acto importante durante el centenario que cumplirá el club el 9 de marzo de 2023. Buenaventura Machado fue el presidente que bajo su mandato más y mejor contribuyo a la construcción y remodelación del recinto villero, siendo además el presidente que contribuyo a la creación del Trofeo Teide.